# Norra Fågelås naturreservat
Norra Fågelås är ett naturreservat i Hjo kommun i Västra Götalands län.
Området är naturskyddat sedan 2017 och är 55 hektar stort. Reservatet omfattar en bäckravin omkring Norra Fågelåsbäcken ner mot Vättern och där även en del av strandområdet ingår.  Reservatet består av ädellövskogar, hävdade ekhagmarker och fuktiga lövskogar.

## Bildgalleri

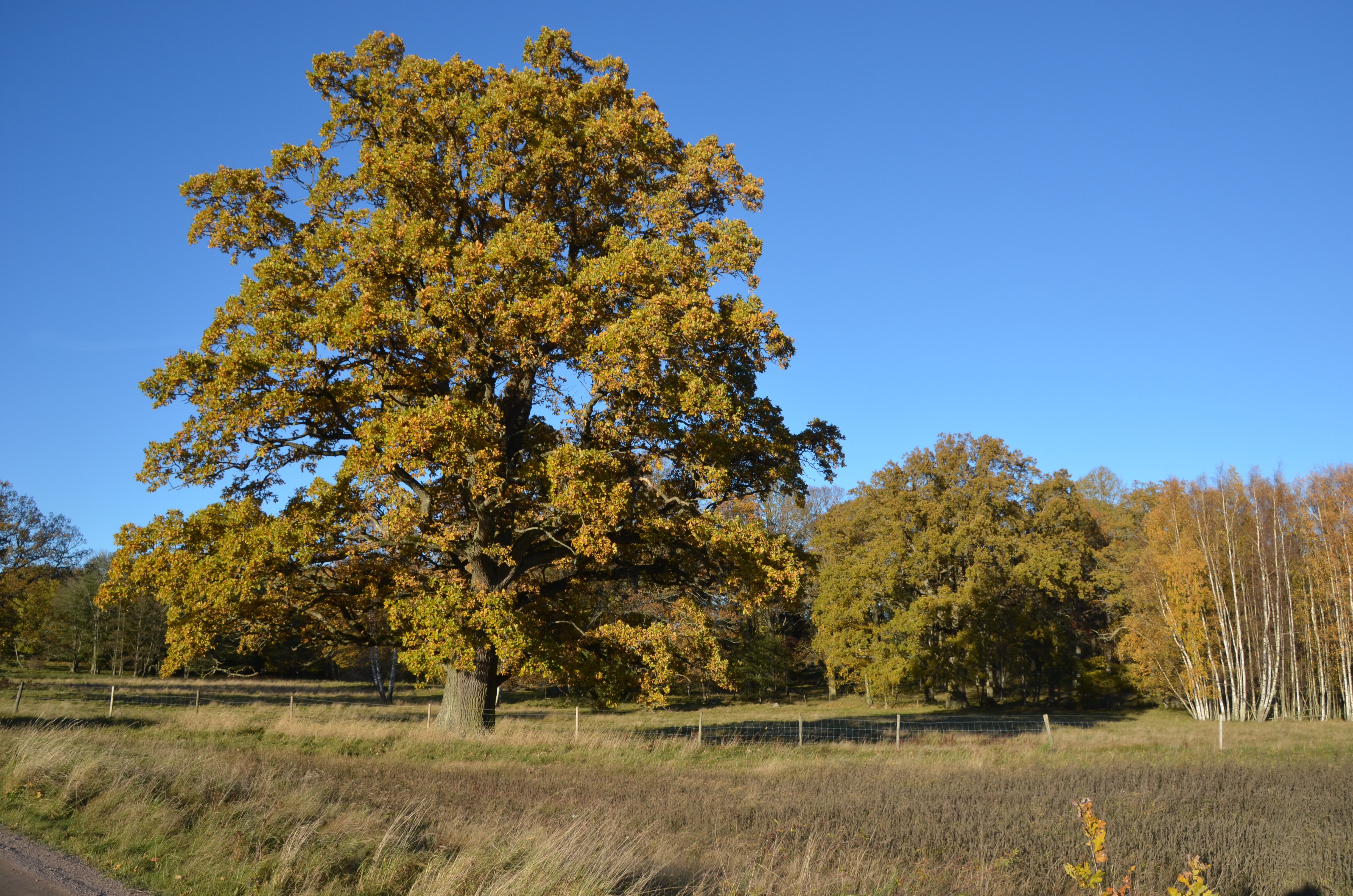
Ekar